# Kannus
Kannus [ˈkɑnːus] ist eine Stadt im Westen Finnlands mit 5352 Einwohnern (Stand 31. Dezember 2022). Sie liegt in der Landschaft Mittelösterbotten etwa auf halber Strecke zwischen den Städten Kokkola (42 km östlich) und Ylivieska (38 km östlich). Nachbargemeinden von Kannus sind Kalajoki im Norden, Sievi im Osten, Toholampi im Südosten und Kokkola im Westen. Die Stadt ist einsprachig finnischsprachig.
Die Gemeinde Kannus besteht seit 1858, 1986 erhielt sie den Status einer Stadt. Im Gebiet von Kannus liegen die Dörfer Eskola, Hanhineva, Korpela, Mutkalampi, Märsylä, Välikannus, Ylikannus und Yliviirre. Durch Kannus fließt der Lestijoki-Fluss. Die Flusslandschaft mit ihren Feldern, Dörfern und alten Landstraßen ist offiziell als kulturgeschichtlich wertvolles Ambiente anerkannt. Eine weitere Sehenswürdigkeit der Stadt ist die 1817 fertiggestellte Holzkirche.
Kannus ist der finnische Vertreter in der European Charter – Villages of Europe, eine Gruppe ländlicher Gemeinden aus allen 28 EU-Ländern. 

## Söhne und Töchter der Stadt
- Anniina Kortetmaa (* 1995), Sprinterin